# Erwin Meyer (Physiker)
Erwin Walter Meyer (* 21. Juli 1899 in Königshütte in Oberschlesien; † 6. März 1972 in Pontresina, Schweiz) war ein deutscher Physiker, der sich mit Akustik und Schwingungsphysik beschäftigte.

## Leben
Erwin Meyer wurde 1899 als Sohn des Königlichen Postassistents Paul Meyer und dessen Ehefrau Margarethe geb. Schleiffer geboren. Ab 1918 studierte er Physik und Mathematik an der Universität Breslau, wo er 1922 in Akustik bei Erich Waetzmann promovierte (Ponderometrische Wirkungen von Tonwellen auf resonierende Membranen). Er legte noch sein Staatsexamen ab und war dann 1923/24 Vorlesungsassistent von Otto Lummer in Breslau. 1924 ging er an das Telegraphentechnische Reichsamt in Berlin, wo er viele heute gängige Verfahren der akustischen Messtechnik und Elektroakustik entwickelte. 1928 habilitierte er sich an der TU Berlin (Moderne Verfahren der Klanganalyse), wo er danach als Privatdozent technische Akustik lehrte, und leitete ab 1929 die Akustik-Abteilung des damals neu gegründeten Heinrich-Hertz-Instituts für Schwingungsforschung in Berlin. 1932 heiratete er in Berlin. Schon 1936 hielt er Gastvorlesungen an US-amerikanischen Universitäten und 1937 an der Universität London (woraus ein Buch entstand). 1939 wurde er ordentlicher Professor an der TU Berlin. 1947 wurde er Leiter des damals neu gegründeten dritten Physikalischen Instituts der Universität Göttingen. Er starb an einem Herzinfarkt im Winterurlaub. Sein Nachfolger in Göttingen wurde sein Schüler Manfred Schroeder.

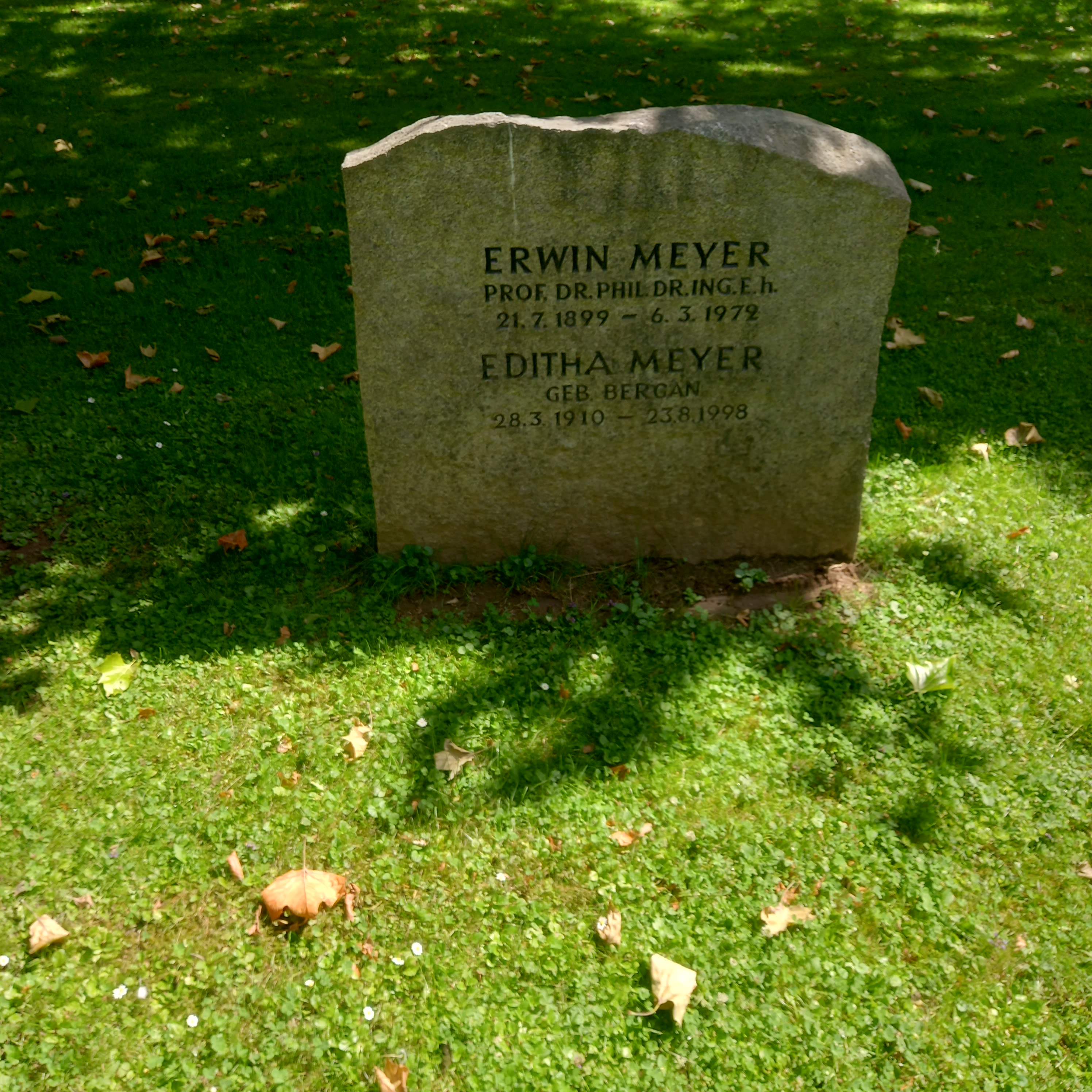
Das Grab von Erwin Meyer und seiner Ehefrau Editha geborene Bergan auf dem Stadtfriedhof (Göttingen)

Meyer hatte schon in den 1930er Jahren einen internationalen Ruf als Akustikexperte. Von ihm stammt zum Beispiel die Auskleidung schalltoter Räume (für Messungen) mit Absorptionskeilen aus porösem Material und eine Messmethode für den Aussteuerungsgrad von Schallplatten (Meyer-Breite, mit G. Buchmann 1930). Ende der 1930er Jahre befasste er sich auch mit Ultraschall zur Werkstoffprüfung und im Zweiten Weltkrieg mit Schallabsorptionshäuten für U-Boote (Code-Name Alberich). Die Ergebnisse der geheimen Kriegsforschung veröffentlichte er ab 1946 für die US-Navy (Sound Absorption and Sound Absorbers in Water). Er entwickelte nach dem Krieg zum Beispiel Methoden der Raumakustik (der Haas-Effekt wurde von Helmut Haas an seinem Institut 1949 entdeckt, Untersuchung von Modellen mit Mikrowellen führte zum Beispiel sein Doktorand Manfred Schroeder durch) und war als Berater für die Akustik zahlreicher Hallenbauten in Deutschland engagiert und untersuchte die molekulare Akustik (mit Techniken, die dann der Chemiker Manfred Eigen in Göttingen in seiner Untersuchung ultraschneller chemischer Reaktionen benutzte, die ihm den Nobelpreis einbrachte).
Er ist Mitgründer der Akustischen Zeitschrift (1936 bis 1944) und Acustica (1951) und schrieb Lehrbücher über Schwingungsphysik und Akustik.
1931 wurde er Fellow der Acoustical Society of America, der er seit 1929 angehörte und deren Sabine Medaille er 1964 erhielt. 1933 erhielt er die Gauß-Weber-Gedenkmünze und 1961 die Gauß-Weber-Medaille der Universität Göttingen. Seit 1950 war er Mitglied der Göttinger Akademie der Wissenschaften und 1957 Mitglied (Senior Member) des Institute of Radio Engineers in New York. 1958 wurde er Ehrendoktor der TU Berlin. 1969 erhielt er die Lord Rayleigh Goldmedaille der British Acoustical Society, die erstmals an ihn verliehen wurde.
Zu seinen Doktoranden gehört auch Lothar Cremer.

## Schriften
- Electro-Acoustics, London, G. Bell and son, 1939
- mit Dieter Guicking: Schwingungslehre, Vieweg 1974
- mit Ernst-Georg Neumann: Physikalische und Technische Akustik, Vieweg 1967, 3. Auflage 1979 (englische Übersetzung Academic Press 1972)
- mit Reinhard Pottel: Physikalische Grundlagen der Hochfrequenztechnik, Vieweg 1969

## Verweise
1. 1 2 3  Standesamt Königshütte I: Geburtenregister. Nr. 761/1899.
2. ↑  Dieter Guicking: Erwin Meyer – A Great German Acoustician. Biographical Notes. In: Acta Acustica united with Acustica. Band 99, Nr. 5, 1. September 2013, S. 816–821, doi:10.3813/AAA.918659 (ingenta.com [abgerufen am 18. Dezember 2022]).
3. ↑  1944 kam ein solches U-Boot (U-480) im Ärmelkanal zum Einsatz, wurde aber im Februar 1945 durch eine Mine zerstört. Das Wrack wurde 1998 entdeckt.
4. ↑  Holger Krahnke: Die Mitglieder der Akademie der Wissenschaften zu Göttingen 1751–2001 (= Abhandlungen der Akademie der Wissenschaften zu Göttingen, Philologisch-Historische Klasse. Folge 3, Bd. 246 = Abhandlungen der Akademie der Wissenschaften in Göttingen, Mathematisch-Physikalische Klasse. Folge 3, Bd. 50). Vandenhoeck & Ruprecht, Göttingen 2001, ISBN 3-525-82516-1, S. 167.

| Personendaten    | Personendaten                            |
| ---------------- | ---------------------------------------- |
| NAME             | Meyer, Erwin                             |
| ALTERNATIVNAMEN  | Meyer, Erwin Walter (vollständiger Name) |
| KURZBESCHREIBUNG | deutscher Physiker                       |
| GEBURTSDATUM     | 21. Juli 1899                            |
| GEBURTSORT       | Königshütte                              |
| STERBEDATUM      | 6. März 1972                             |
| STERBEORT        | Pontresina                               |